# Tsui Hark
Tsui Hark (pinjin: Xú Kè, magyaros átírásban: Hszü Ko; 1950. február 15.) kínai filmrendező, producer, forgatókönyvíró, a hongkongi filmművészet újhullám-vonalának egyik legismertebb képviselője.

## Korai évei
Tsui Man-kong Saigon kínai negyedében született, tizenhat testvére volt. 13 éves volt, amikor családjával Hongkongba költöztek. Korán elkezdett érdeklődni a filmezés iránt, tízéves volt, mikor barátaival videókamerát vásároltak. Gyerekkorában képregényeket is rajzolt, a műfaj nagy hatással volt későbbi filmes munkájára is.
Középiskolai tanulmányait Hongkongban végezte, majd a Southern Methodist University, később pedig a Texasi Egyetem hallgatója lett az Egyesült Államokban, 1975-ben diplomázott. Szüleinek azt mondta, gyógyszerésznek tanul. Keresztnevét is itt változtatta Harkra.
New Yorkba költözött, ahol 1976-ban dolgozott először filmen, egy, a város kínai negyedét bemutató dokumentumfilmet készített. Újságírással is foglalkozott, létrehozott egy helyi színházat és egy kínai nyelvű televíziónál is dolgozott, majd 1977-ben visszatért Hongkongba.

## Pályafutása

### Újhullám
Tsuit a hongkongi újhullám-rendezők körébe sorolják, első hongkongi filmje a The Butterfly Murders (1979) egy nagy kihívást jelentő vu-hszia volt, melyben keveredett a bűnügyi film és a fantasy műfaja. Az 1980-as We're Going to Eat You című alkotása excentrikus egyvelege volt a kungfunak, a fekete humornak és a horrornak.
Harmadik filmjét, a Dangerous Encounter of the First Kind-ot a hongkongi brit kormányzat erős cenzúra után, alaposan megvágva engedte csak bemutatni 1981-ben, erős politikai tartalma miatt, a film azonban a kritikusok kedvencévé emelte Tsuit.

### Sikerfilmek
1981-ben Tsui karrierjében váratlan fordulat következett be, amikor több filmet is készített a Cinema City produkciós cégnek, melyet prominens hongkongi komikusok alapítottak, és Tsui számos sikeres akcióvígjátékot tett le az asztalukra.
A Golden Harvest számára 1983-ban vu-hszia fantasy filmet készített Zu legendája címmel. Tsui Hollywoodból hozatott technikusokat és a film a speciális effektusok határait feszegette, azóta is az elképesztő látványáról híres.
Korábban éltető kritikusai elfordultak tőle, mondván, eladta magát a közönségnek hízelegni akaró mainstream filmeseknek.

### Mogul
1984-ben saját céget alapított volt feleségével, Shi Nan-sunnal, Film Workshop néven. Erős kezű és befolyásos producer lett, akaratát bármi áron keresztül vitte, ezzel olyan rendezőket fordított maga ellen, mint  John Woo és King Hu. Leggyümölcsözőbb kapcsolata  Ching Siu-tung rendező-harckoreográfussal alakult ki, akinek munkássága hozzájárult Tsui névjeggyé váló stílusához.
A Film Workshop alkotásai rendre kasszasikerek voltak Hongkongban és Ázsiában. Filmjei (akár producerként, akár rendezőként) rendre alapművekké váltak, mint például John Woo 1986-os A Better Tomorrow című filmje, mely után valóságos mánia alakult ki az alvilággal, a kínai triádokkal foglalkozó filmekkel kapcsolatban. Ching Szellemharcosok-sorozata pedig a kosztümös szellemtörténetek alapműve lett. A Zu Warriors és A kard mestere pedig a rég elfeledett vuhszia műfaját a közönség kedvencévé tette.
Tsui előszeretettel nyúl kosztümös témákhoz, népi hősökhöz, egyik legsikeresebb alkotása a Kínai történet-sorozat Jet Livel a főszerepben, mely a legendás harcművészt, Vóng Fej-hungot helyezi a középpontba. 2011-ben Tsui újra Livel forgat, 2011 decemberében kerül bemutatásra közös munkájuk, az első 3D-ben forgatott vuhszia, a The Flying Swords of Dragon Gate.
Tsui színészként is szerepelt néhány filmben, hol komikus, hol gonosz szerepekben.

### Amerikai filmek
1989-ben Tsui elkészítette első, kis költségvetésű amerikai akciófilmjét, a Mestereket, Jet Livel a főszerepben. A kilencvenes évek közepén két Jean-Claude Van Damme-filmet készített, a Nyerő párost és a Rajtaütést.  2002-ben jelent meg a Black Mask 2: City of Masks című film, mely Jet Li 1996-os Fekete Maszk című filmjének folytatása.

## Filmográfia
| Év   | Magyar cím                                    | Eredeti cím                                                       | Rendező | Forgatókönyvíró | Producer |
| ---- | --------------------------------------------- | ----------------------------------------------------------------- | ------- | --------------- | -------- |
| 1979 |                                               | Dié biàn (蝶變)                                                   | Igen    | Nem             | Nem      |
| 1980 |                                               | Dì yù wú mén (地獄無門)                                           | Igen    | Igen            | Nem      |
| 1980 |                                               | Dì yī lèixíng wéixiǎn (第一類型危險)                              | Igen    | Igen            | Nem      |
| 1981 |                                               | Guǐ mǎ zhì duō xīng (鬼馬智多星)                                  | Igen    | Igen            | Nem      |
| 1983 |                                               | Xīn shǔ shān jiàn xiá (新蜀山劍俠)                                | Igen    | Nem             | Nem      |
| 1984 |                                               | Shàng hǎi zhī yè (上海之夜)                                       | Igen    | Nem             | Igen     |
| 1984 | Őrült küldetés 3.                             | Zuì jiā pāi dàng zhī nǚ huáng mì líng (最佳拍檔之女皇密令)        | Igen    | Nem             | Nem      |
| 1985 |                                               | Dǎ gōng huáng dì (打工皇帝)                                       | Igen    | Nem             | Igen     |
| 1986 | Szebb holnap                                  | Yīng xióng běn sè (英雄本色)                                      | Nem     | Nem             | Igen     |
| 1986 |                                               | Dāo mǎ dàn (刀馬旦)                                               | Igen    | Nem             | Igen     |
| 1987 | Szellemharcosok                               | Qiàn nǚ yōu hún (倩女幽魂)                                        | Nem     | Nem             | Igen     |
| 1987 | Szebb holnap 2.                               | Yīng xióng běn sè 2 (英雄本色2)                                   | Nem     | Igen            | Igen     |
| 1988 |                                               | Chéng shì tè jǐng (城市特警)                                      | Igen    | Nem             | Igen     |
| 1988 | Robotpárbaj                                   | Tiě jiǎ wú dí mǎ lì yà (鐵甲無敵瑪利亞)                           | Igen    | Igen            | Igen     |
| 1989 | Szebb holnap 3. – Szerelem és halál Saigonban | Yīng xióng běn sè 3 - xī yáng zhī gē (英雄本色3-夕陽之歌)         | Igen    | Igen            | Igen     |
| 1989 | A bérgyilkos                                  | Dié xuè shuāng xióng (喋血雙雄)                                   | Nem     | Nem             | Igen     |
| 1990 |                                               | Gǔ jīn dà zhàn qín yǒng qíng (古今大戰秦俑情)                     | Nem     | Nem             | Igen     |
| 1990 | A kard mestere                                | Xiào ào jiāng hú (笑傲江湖)                                       | Igen    | Nem             | Igen     |
| 1990 |                                               | Zhōng rì nán běi hé (中日南北和)                                  | Nem     | Nem             | Igen     |
| 1990 | Szellemharcosok 2.                            | Qiàn nǚ yōu hún II： rén jiān dào (倩女幽魂 II：人間道)           | Nem     | Nem             | Igen     |
| 1991 | Kínai történet                                | Huáng fēi hóng (黃飛鴻)                                           | Igen    | Igen            | Igen     |
| 1991 |                                               | Cái shū zhī héng sǎo qiān jūn (財叔之橫掃千軍)                    | Igen    | Igen            | Igen     |
| 1991 | Szellemharcosok 3.                            | Qiàn nǚ yōu hún III： dào dào dào (倩女幽魂III：道道道)           | Igen    | Igen            | Igen     |
| 1991 |                                               | Qí wáng (棋王)                                                    | Igen    | Nem             | Igen     |
| 1991 |                                               | Háo mén yè yàn (豪門夜宴))                                        | Igen    | Igen            | Nem      |
| 1992 | Sárkányikrek                                  | Shuāng lóng huì (雙龍會)                                          | Igen    | Igen            | Nem      |
| 1992 | Kínai történet 2.                             | Huáng fēi hóng zhī èr nán ér dāng zì qiáng (黃飛鴻之二男兒當自強) | Igen    | Igen            | Igen     |
| 1992 | Mesterek                                      | Lóng xíng tiān xià (龍行天下)                                     | Igen    | Igen            | Igen     |
| 1992 | A kard mestere 2.                             | Xiào ào jiāng hú zhī dōng fāng bù bài (笑傲江湖之東方不敗)        | Nem     | Igen            | Igen     |
| 1992 |                                               | Xīn lóng mén kè zhàn (新龍門客棧)                                 | Nem     | Igen            | Igen     |
| 1992 |                                               | Yāo shòu dū shì (妖獸都市)                                        | Nem     | Igen            | Igen     |
| 1993 |                                               | Shǎo nián huáng fēi hóng zhī tiě mǎ liú (少年黃飛鴻之鐵馬騮)      | Nem     | Igen            | Igen     |
| 1993 |                                               | Dōng fāng bù bài - fēng yún zài qǐ (東方不敗 - 風雲再起)          | Nem     | Igen            | Igen     |
| 1993 | Kínai történet 3.                             | Huáng fēi hóng zhī sān shī wáng zhēng bà (黃飛鴻之三獅王爭霸)     | Igen    | Igen            | Igen     |
| 1993 |                                               | Qīng shé (青蛇)                                                   | Igen    | Igen            | Igen     |
| 1993 |                                               | Huáng fēi hóng zhī sì wáng zhě zhī fēng (黃飛鴻之四王者之風)      | Nem     | Igen            | Igen     |
| 1994 |                                               | Huǒ shāo hóng lián sì (火燒紅蓮寺)                                | Nem     | Nem             | Igen     |
| 1994 |                                               | Liáng zhù (梁祝)                                                  | Igen    | Igen            | Igen     |
| 1994 |                                               | Huáng fēi hóng zhī wǔ lóng chéng jiān bà (黃飛鴻之五龍城殲霸)     | Igen    | Igen            | Igen     |
| 1995 |                                               | Jīn yù mǎn táng (金玉滿堂)                                        | Igen    | Igen            | Igen     |
| 1995 |                                               | Huā yuè jiā qī (花月佳期)                                         | Igen    | Igen            | Igen     |
| 1995 | A kard útja                                   | Dāo (刀)                                                          | Igen    | Igen            | Igen     |
| 1996 |                                               | Dà sān yuán (大三元)                                              | Igen    | Igen            | Igen     |
| 1996 |                                               | Xīn shàng hǎi tān (新上海灘)                                      | Nem     | Nem             | Igen     |
| 1996 | Fekete Maszk                                  | Hēi xiá (黑俠)                                                    | Nem     | Igen            | Igen     |
| 1997 | Once Upon a Time in China and America         | Huáng fēi hóng zhī xī yù xióng shī (黃飛鴻之西域雄獅)             | Nem     | Nem             | Igen     |
| 1997 | Nyerő páros                                   | Double Team                                                       | Igen    | Nem             | Nem      |
| 1997 |                                               | Xiǎo qiàn (小倩)                                                  | Nem     | Igen            | Igen     |
| 1998 | Rajtaütés                                     | Knock Off                                                         | Igen    | Nem             | Nem      |
| 2000 | Végső leszámolás                              | Shùn liú nì liú (順流逆流)                                        | Igen    | Igen            | Igen     |
| 2001 | Zu legendája                                  | Shǔ shān chuán (蜀山傳)                                           | Igen    | Igen            | Igen     |
| 2001 |                                               | Lǎo fū zǐ 2001 (老夫子2001)                                       | Nem     | Nem             | Igen     |
| 2002 |                                               | Qiān nián jiāng shī wáng (千年殭屍王)                             | Nem     | Igen            | Igen     |
| 2002 |                                               | Hēi xiá II (黑俠II)                                               | Igen    | Nem             | Igen     |
| 2003 |                                               | 1:99 diàn yǐng xíng dòng (1:99 電影行動)                          | Igen    | Nem             | Nem      |
| 2004 |                                               | Sàn dǎ (散打)                                                     | Nem     | Igen            | Igen     |
| 2005 | A hét kard legendája                          | Qī jiàn (七劍)                                                    | Igen    | Igen            | Igen     |
| 2006 |                                               | The Warrior                                                       | Nem     | Igen            | Igen     |
| 2007 |                                               | Tiě sān jiǎo (鐵三角)                                             | Igen    | Igen            | Igen     |
| 2008 |                                               | Shēn hǎi xún rén (深海尋人)                                       | Igen    | Igen            | Igen     |
| 2008 |                                               | Nǚ rén bù huài (女人不坏)                                         | Igen    | Igen            | Igen     |
| 2010 |                                               | Dí rén jié zhī tōng tiān dì guó (狄仁傑之通天帝國)                | Igen    | Nem             | Igen     |
| 2011 | A Sárkánykapu repülő kardjai                  | Lóng mén fēi jiǎ (龍門飛甲)                                       | Igen    | Igen            | Igen     |
| 2013 |                                               | Shèng dàn méi guī (聖誕玫瑰)                                      | Nem     | Nem             | Igen     |
| 2013 |                                               | Dí rén jié zhī shén dū lóng wáng (狄仁傑之神都龍王)               | Igen    | Igen            | Igen     |
| 2014 |                                               | Zhì qǔ wēi hǔ shān (智取威虎山)                                   | Igen    | Igen            | Nem      |
| 2016 |                                               | Sān shǎo yé de jiàn (三少爺的劍)                                  | Nem     | Igen            | Igen     |
| 2017 |                                               | Xī yóu fú yāo piān (西遊伏妖篇)                                   | Igen    | Igen            | Igen     |
| 2017 |                                               | Qí mén dùn jiǎ (奇門遁甲)                                         | Nem     | Igen            | Igen     |
| 2018 |                                               | Dí rén jié zhī sì dà tiān wáng (狄仁傑之四大天王)                 | Igen    | Igen            | Igen     |
| 2019 |                                               | Pān dēng zhě (攀登者)                                             | Nem     | Nem             | Igen     |
| 2020 |                                               | Qī rén lè duì (七人樂隊)                                          | Igen    | Igen            | Nem      |
| 2021 |                                               | Cháng jīn hú (长津湖)                                             | Igen    | Nem             | Igen     |
| 2022 |                                               | Cháng jīn hú zhī shuǐ mén qiáo (長津湖之水門橋)                   | Igen    | Nem             | Igen     |
| 2025 |                                               | Shè diāo yīng xióng chuán (射鵰英雄傳)                            | Igen    | Igen            | ?        |
| 2025 |                                               | Shih, Queen of the Sea                                            | ?       | Igen            | Igen     |

## Fordítás
Ez a szócikk részben vagy egészben  a   Tsui Hark című angol Wikipédia-szócikk fordításán alapul.  Az eredeti cikk szerkesztőit annak laptörténete sorolja fel. Ez a jelzés csupán a megfogalmazás eredetét és a szerzői jogokat jelzi, nem szolgál a cikkben szereplő információk forrásmegjelöléseként.